# Pedro Moriana Piña
Pedro Moriana Piña (ur. 23 października 1978) – hiszpański strongman.
Mistrz Hiszpanii Strongman w 2005 r.
Mieszka w miasteczku Casariche, w prowincji Sewilla.
Wymiary
- wzrost: 179 cm
- waga: 118 - 124 kg

## Osiągnięcia strongman
- 2005
  - 1. miejsce - Mistrzostwa Hiszpanii Strongman